# Visteskola
Visteskola, tidigare vandrande nomadskola, var en skolform för fjällsamiska barn i Sverige för de lägsta årskurserna från tidigt 1900-tal till början av 1940-talet. 
Omkring sekelskiftet 1800/1900 fanns för undervisning av samiska barn fasta lappfolkskolor, undervisning av kateketer (vandrande lärare), vinterkursundervisning och vanlig folkskola. Med en skolreform 1913 infördes också den så kallade kåtaskolan som undervisningsform för nomadiserande fjällsamer. Till grund för reformen låg en utredning av Vitalis Karnell om en skola för nomadiserande samer. Vintertid skulle barnen undervisas i fasta träkåtor och sommartid i vandrande sommarskolor. 
Undervisningen i visteskolor skedde under sommartid och var avsedd för de första tre årsklasserna. Mellan 1913 och 1925 användes benämningen vandrande nomadskola för sådana skolor, vilka var avsedda att åtföljde lapparna under deras vandringar. Därefter användes namnet visteskola.
| ”                              | Den vandrande nomadskolans uppgift är att meddela den första undervisningen, omfattande innanläsning, kristendoms-kunskap, räkning, skrivning och sång samt, där omständigheterna sådant medgiva lappslöjd. Undervisningen skall, så långt lämpligen kan ske, anknyta sig till den natur och de förhållanden i övrigt, under vilka flyttlapparna leva. | „ |
| – SFS 1913 nr 287 § 16 punkt 2 | |   |

Undervisningsspråket var svenska och i en visteskola var terminen från början av juli till september, eller en bit in i oktober, medan vinterskolan hade sin termin från december till april. 
En visteskola var småskalig. Där kunde det finnas en skolkåta, en kåta för fröken att bo i och en hushållskåta där husmor och barnen bodde. 

## Avskaffande av kåtaskolor och visteskolor
Redan vid Svenska Lapparnas Landsmöte 1918 antogs en resolution i skolfrågan med innebörden att de vandrande nomadskolorna om möjligt borde avskaffas.
Det fanns också praktiska svårigheter att genomföra de vandrande nomadskolorna för årskurserna 1-3 inom kåtaskolformen. De blev efter hand mindre vandrande. Tanken med de vandrande skolorna var att de skulle flyttas med de renskötande familjerna successiva flyttande, men det var praktiskt svårt att flytta skolkåtorna tillräckligt ofta. De tenderade att läggas längre ned i lågfjällsområdet och bli mer fasta. Så småningom kom en hel del av dessa skolor att förläggas ihop med de fasta skolorna för årskurserna 4-6.
Vid landsmötet i Arvidsjaur 1937 krävde samerna för sina barn full jämställdhet med svenska skolbarn. Sommarkurserna borde avskaffas och hushållskåtorna borde ersättas av internat. 
Kåtaskolformen avskaffades slutligen med 1938 års skolreform. Denna ledde till en successiv avveckling också av visteskolor förlagda i tält- eller torvkåtor inom fjällvärlden, till förmån för fasta nomadskolor med internat för barn till de nomadiserande fjällsamerna också för de första årskurserna.
| ”                    | Därest förhållandena nödvändiggöra inkvartering av vissa lärjungar vid visteskola, skall genom lärarens försorg antingen inackordering verkställas hos å skolplatsen boende lappfamiljer eller särskilt hushåll, lämpat efter vistesbruk, upprättas för lärjungarna. | „ |
| – SFS 1938:479, § 33 | |   |

Med 1962 års grundskolereform inrättades den nuvarande skolformen sameskolan.

## Att läsa vidare
- Kurt Falck: Mitt första besök vid en visteskola i Samefolket196:11-12